# 鄭世泳
鄭 世泳（ジョン・セヨン、정세영、1981年3月21日 - ）は、韓国の男子プロバスケットボール選手である。
ソウル特別市出身。慶熙大学校を卒業後、韓国バスケットボールリーグ(KBL)の蔚山モービスフィバスとソウルSKナイツを経て日本に渡り、秋田県のクラブチームである厚生倶楽部MONKEYSに所属。2010年、日本プロバスケットボールリーグ（bjリーグ）の秋田ノーザンハピネッツ創設とともにハピネッツの練習生となり、翌2011年1月に選手契約を結んだ。シーズン途中の3月31日に契約満了となり引退、韓国に戻り起業家となった。